# درون سیرک الکتریکی
درون سیرک الکتریکی (به انگلیسی: Inside the Electric Circus) نام سومین آلبوم استودیویی گروه هوی متال وسپ است که در ۸ نوامبر ۱۹۸۶ روانهٔ بازار شد.
بلکی لاولس در مصاحبه‌های مختلف از این آلبوم به‌عنوان یکی از ضعیف‌ترین کارهای‌اش در دوران فعالیت حرفه‌ای‌اش یاد کرده‌است. پس از ۲ آلبوم ‎W.A.S.P.‎ و آخرین فرمان که بلکی در آن‌ها باس می‌نواخت، درون سیرک الکتریکی اولین آلبومی بود که او در کنار خوانندگی نواختن «گیتار ریتم» را بر عهده‌داشت.

## افراد مشارکت‌کننده
- بلکی لاولس: آواز و ریتم گیتار
- کریس هلمز: لید گیتار
- استیو رایلی: درامز و هم‌آوایی
- جانی راد: گیتار باس و هم‌آوایی